# Екскаваторний спосіб видобування торфу
Екскаваторний спосіб видобування торфу – кар’єрний спосіб розробки торфового покладу екскаватором на всю його глибину (в основному торф низинного типу зі ступенем розкладу понад 15% і зольністю до 23%). Видобутий торф йде на комунально-побутові потреби. Технологічний цикл включає: екскавацію торфу, його первинну переробку в кар'єрі, транспортування, формування і вистилання торфових цеглин на поверхні полів сушки поряд з кар'єром, сушку з перевертанням та викладанням при необхідності фігур сушки – клітей, вбирання сухого торфу. Для реалізації способу застосовуються багатоковшеві екскаватори-багери, багерно-елеваторні машини, торфові екскаватори з бункером-накопичувачем, скреперно-елеваторні машини, дизельні екскаватори з гідравлічним приводом.